# Чрешњевец (Словенска Бистрица)
Чрешњевец (словен. Črešnjevec) је насељено место у општини Словенска Бистрица, Подравска регија, Словенија.

## Историја
До територијалне реорганизације у Словенији био је у саставу старе општине Словенска Бистрица.

## Становништво
У попису становништва из 2011. године, Чрешњевец је имао 510 становника.
| Број становника према пописима | Број становника према пописима | Број становника према пописима |
| ------------------------------ | ------------------------------ | ------------------------------ |
| 1991                           | 2002                           | 2011                           |
| 466                            | 496                            | 510                            |

Напомена: Године 2017. извршена је мала размена територија између насеља Врхлога и Чрешњевец.

## Галерија
- фарма нојева
- сеоско гробље
- капелица на гробљу
- археолошки остаци у близини цркве